# Ferrari 575M Maranello
Ferrari 575M Maranello je dvousedadlový, dvoudveřový, GT automobil, vyrobený automobilkou Ferrari. Začal se vyrábět v roce 2002, jedná se v podstatě o Ferrari 550 s menšími stylistickými úpravami od Pininfariny. Typ 575M byl nahrazen vozem 599 GTB v první polovině roku 2006.
Od typu 550 se liší kromě novějšího interiéru zásadními mechanickými vylepšeními. 575M dostal větší brzdové kotouče, větší a výkonnější motor, změnilo se rozložení váhy, automobil má lepší aerodynamiku a má také adaptivní nastavení zavěšení. K dispozici jsou dvě šestistupňové převodovky, klasické manuální řazení a poloautomatická (elektrohydraulická) převodovka 'F1' od firmy Magneti Marelli. Číslo modelu značí objem motoru – 5,75 litru a M znamená modificato (upravený).
V roce 2005 společnost vyvinula nový GTC handling package a limitovanou verzi Superamerica.

## Specifikace

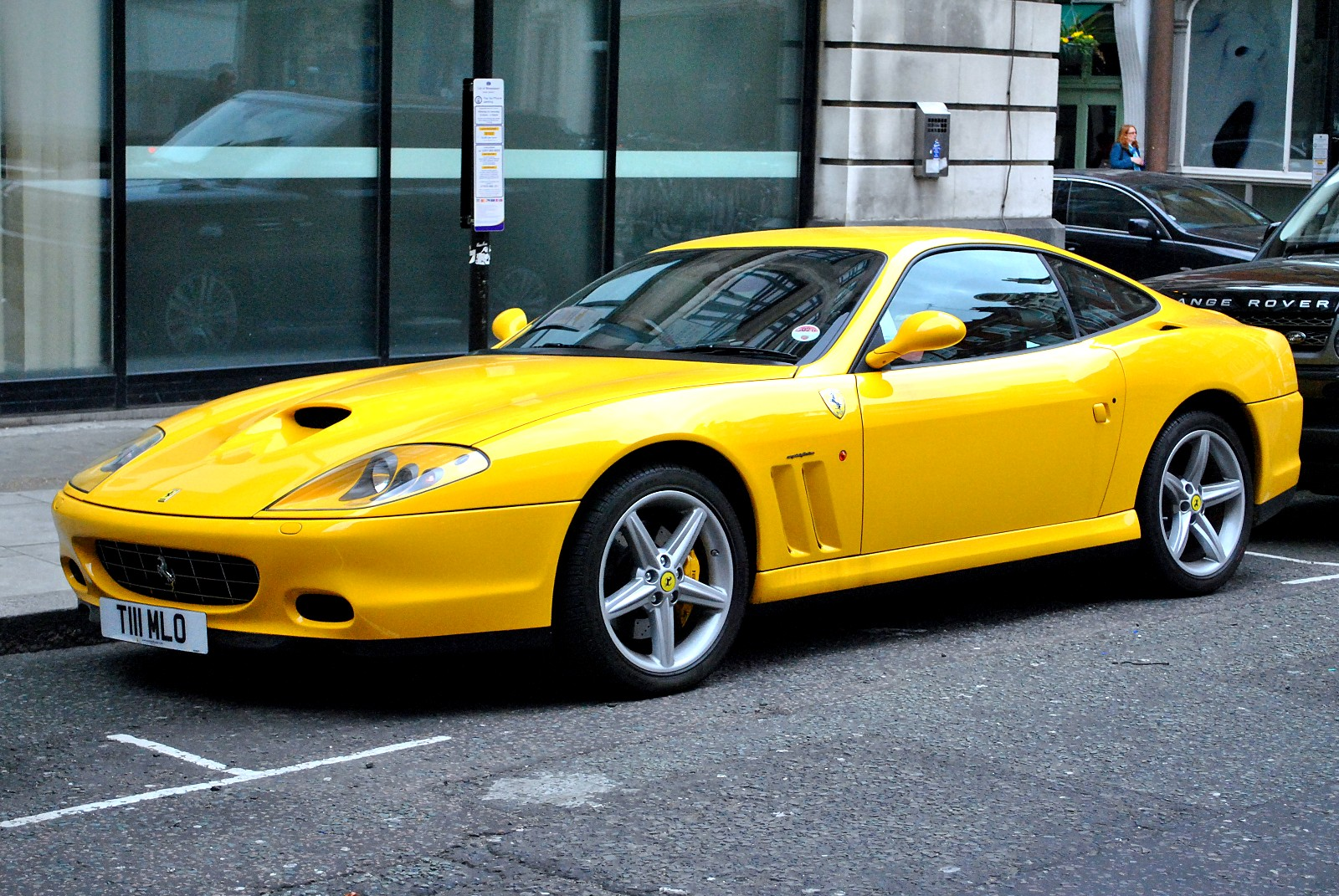
Ferrari 575M vyfocené v Londýně

### Motor
- Typ motoru: dvanáctiválec do V uložený podélně
- Objem: 5,7 l (5 748 cm3)
- Maximální výkon: 379 kW (515 k) při 7 250 ot./min.
- Maximální točivý moment: 588,6 Nm při 5 250 ot./min.

### Vlastnosti
- Maximální rychlost: 325 km/h
- Zrychlení z 0 na 100 km/h: 4,2 s
- 400 m s pevným startem: 12,25 s
- 1 000 m s pevným startem: 21,9 s

Všechny hodnoty platí pro poloautomatickou převodovku.

### Rozměry
- Délka: 4 550 mm
- Šířka: 1 935 mm
- Výška: 1 277 mm
- Rozvor kol: 2 500 mm
- Rozchod kol vpředu: 1 632 mm
- Rozchod kol vzadu: 1 586 mm
- Hmotnost: 1 730 kg
- Objem nádrže: 105 l

## GTC handling package
GTC balíček obsahuje v pořadí použití čtvrtý kompozitní keramický brzdový systém od firmy Brembo (první tři byly použity u Challenge Stradale, F430 a Ferrari Enzo), vylepšený systém zavěšení, lepší výfukový systém a unikátní 19palcová kola. Nové brzdy jsou založeny na technologii F1. Vepředu jsou použity kotouče o průměru necelých 40 cm s šestipístkovými třmeny a vzadu kotouče o průměru 36 cm se čtyřpístkovými třmeny. Balíček stál 23 500 $.

## Superamerica

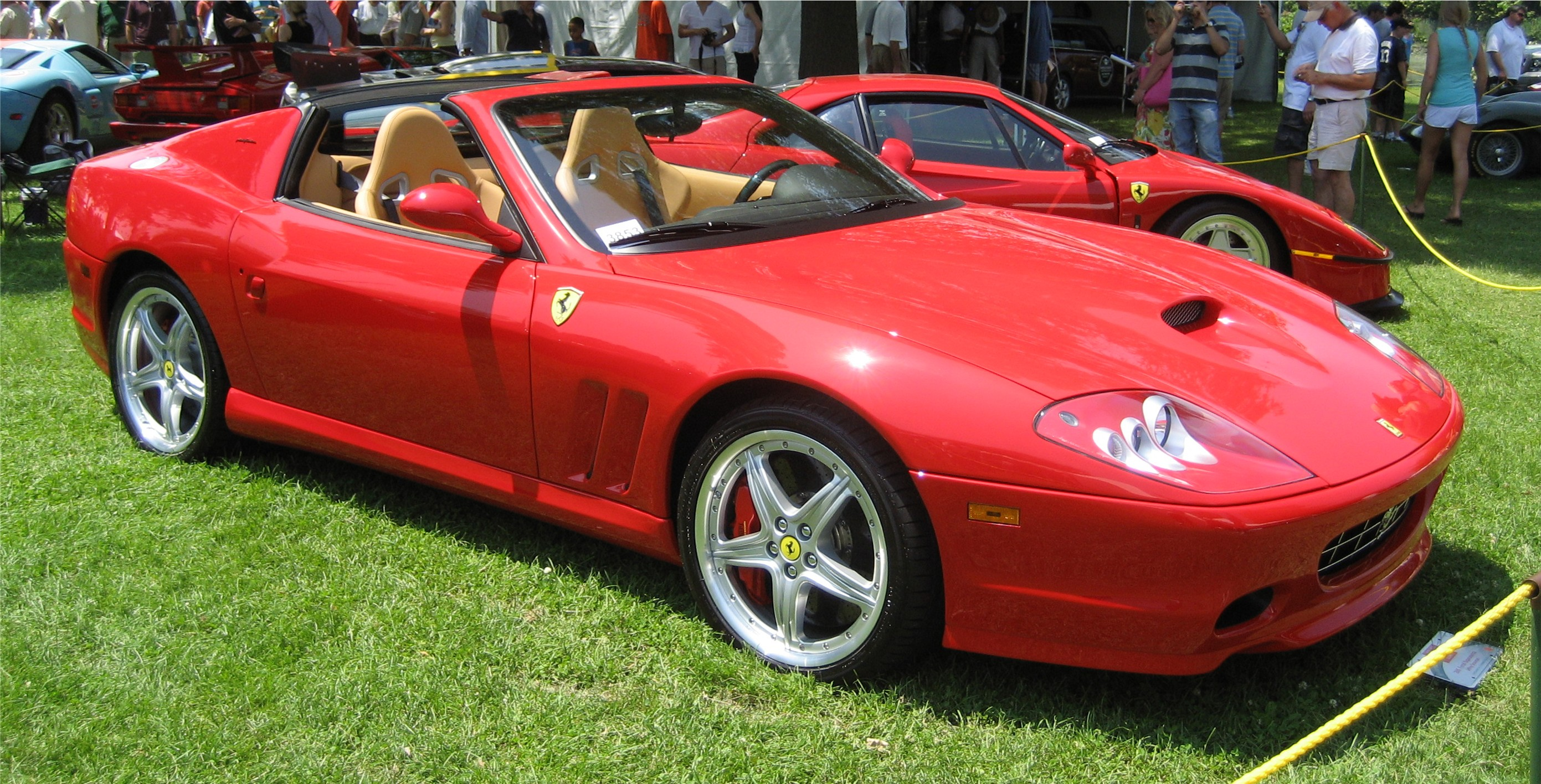
2005 Ferrari 575M Superamerica

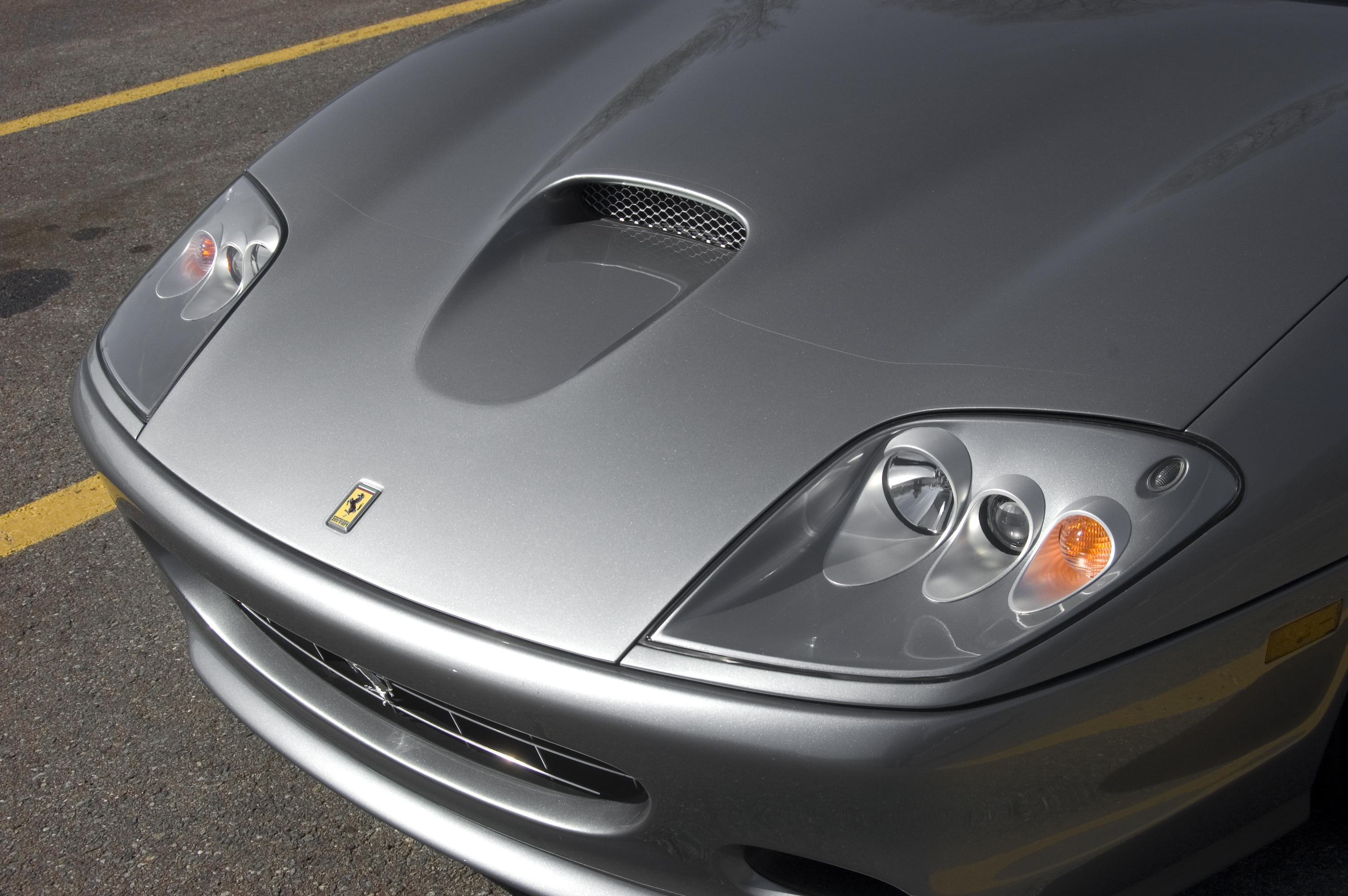
kapota Ferrari 575 Superamerica

Ferrari 575M Superamerica byla inovativní kupé-kabriolet verze 575M Maranello, střešní skleněný panel se otočí o 180° dozadu a položí vodorovně na kapotu. Původní motor je upraven na parametry 397 kW (540 k). Ferrari tento model označilo za nejrychlejší kupé-kabriolet na světě, maximální rychlost je 320 km/h. K tomu je možné koupit GTC handling package.
Celkem se vyrobilo 559 kusů Superamerica. Toto číslo následuje filozofii Enza Ferrari, podle které by vždy mělo být k dispozici méně automobilů, než trh vyžaduje.

## 575 GTZ
Bylo vyrobeno jedno speciální 575M od firmy Zagato pro japonského sběratele Ferrari, Yoshiyuki Hayashi, představené na Ženevském autosalonu v roce 2006. Bylo navrženo jako vzpomínka na 250 GTZ a při příležitosti 50. výročí řady 250. GTZ bylo oficiálně propagované Ferrari a neslo logo Zagato a mělo dvoutónový lak.

## Motorsport

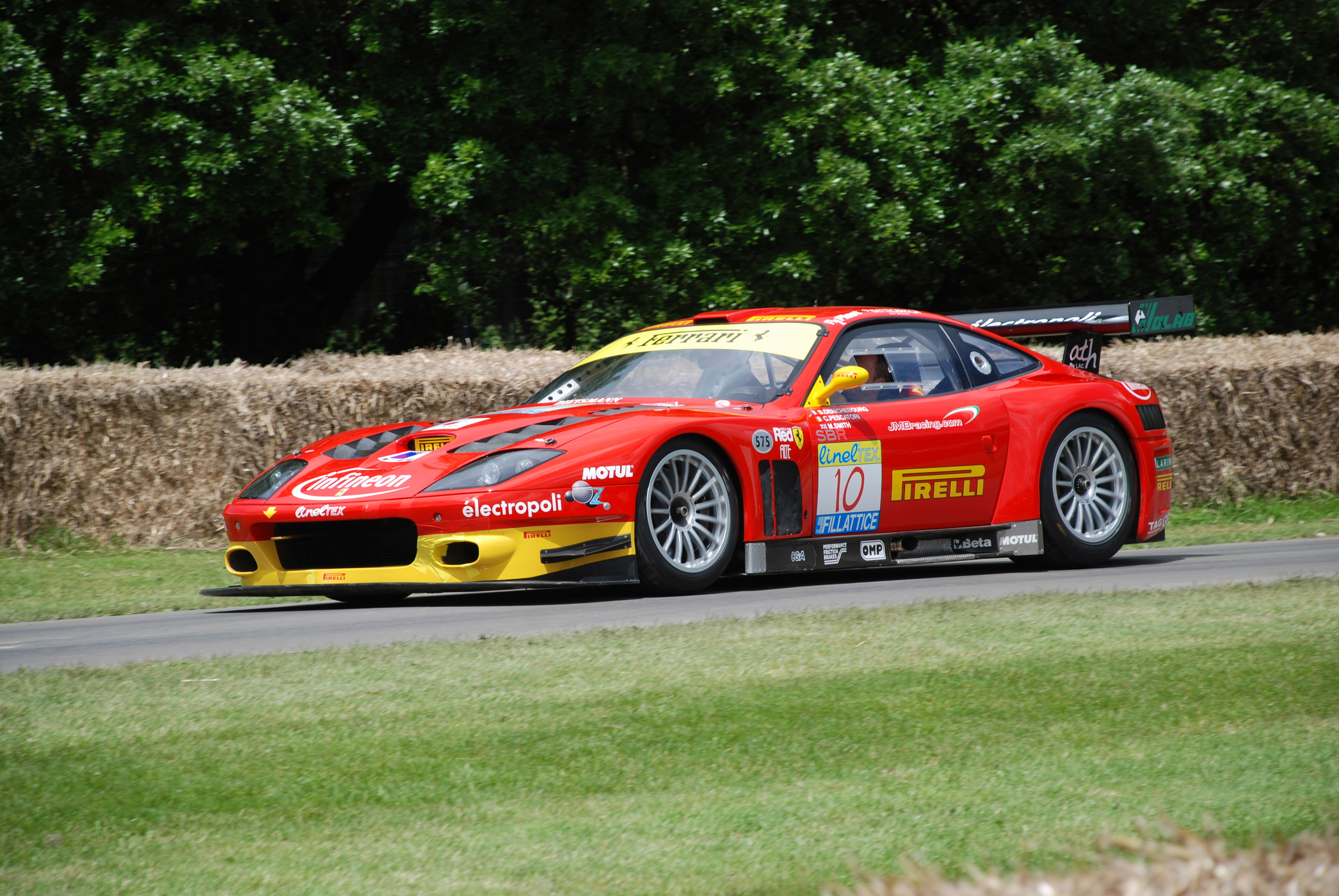
Sportovní provedení

V roce 2003 Ferrari ohlásilo prodej několika 575M závodních speciálů, známých jako 575-GTC (neplést s 575M GTC Handling Package). Po úspěchu Prodrive s Ferrari 550, chtěla automobilka nabídnout jejich vlastní závodní auto zákazníkům. Primárně užívané v šampionátu FIA GT, 575-GTC se podařilo jedno vítězství v první sezóně, následované dalším samostatným vítězstvím v roce 2004. Naneštěstí 575-GTC nebyly tak schopné jako 550-GTS postavené firmou Prodrive, a přestaly se užívat ke konci roku 2005.